# Reitknechtka
Reitknechtka je bývalá usedlost v Praze, která se nachází v jižní části Nuslí mezi ulicí Družstevní ochoz a michelskou Základní školou Ohradní, poblíž horního konce parku Jezerka v nadmořské výšce 255 m. V dostavěném a opraveném areálu sídlí autoklub.

## Historie
O samotě stojící hospodářský dvůr pochází z počátku 18. století. Náležely k němu pastviny, polnosti a vinice, které v 18. století držel Karel František Palma.
V průběhu Pražského povstání v květnu 1945 se Reitknechtka a její okolí staly místem těžkých bojů mezi bojovou skupinou SS Wallenstein, útočící na Prahu od Jihu, a českými povstalci a vlasovci, bránícími hlavní město. Příslušníci SS se zde 8. května dopustili válečného zločinu, když dvacet tři povstalců a civilistů, zajatých po dobytí Reitknechtky, zavraždili v blízké Doudlebské ulici.
V usedlosti se hospodařilo ještě v polovině 20. století, poté ji získal Automotoklub Svazarmu v Nuslích. Pozemky usedlosti byly zastavěny a v 70. letech 20. století se uvažovalo o zboření budov dvora. Z původních staveb se dochovaly pouze chlévy.